# كوينولون

التركيب الأساسي للكوينولونات، الجزيئة (R) غالياً ما تكون جزيئة بيبرازين أما في حالة وجود الفلور (F) فهو فلوروكوينولون

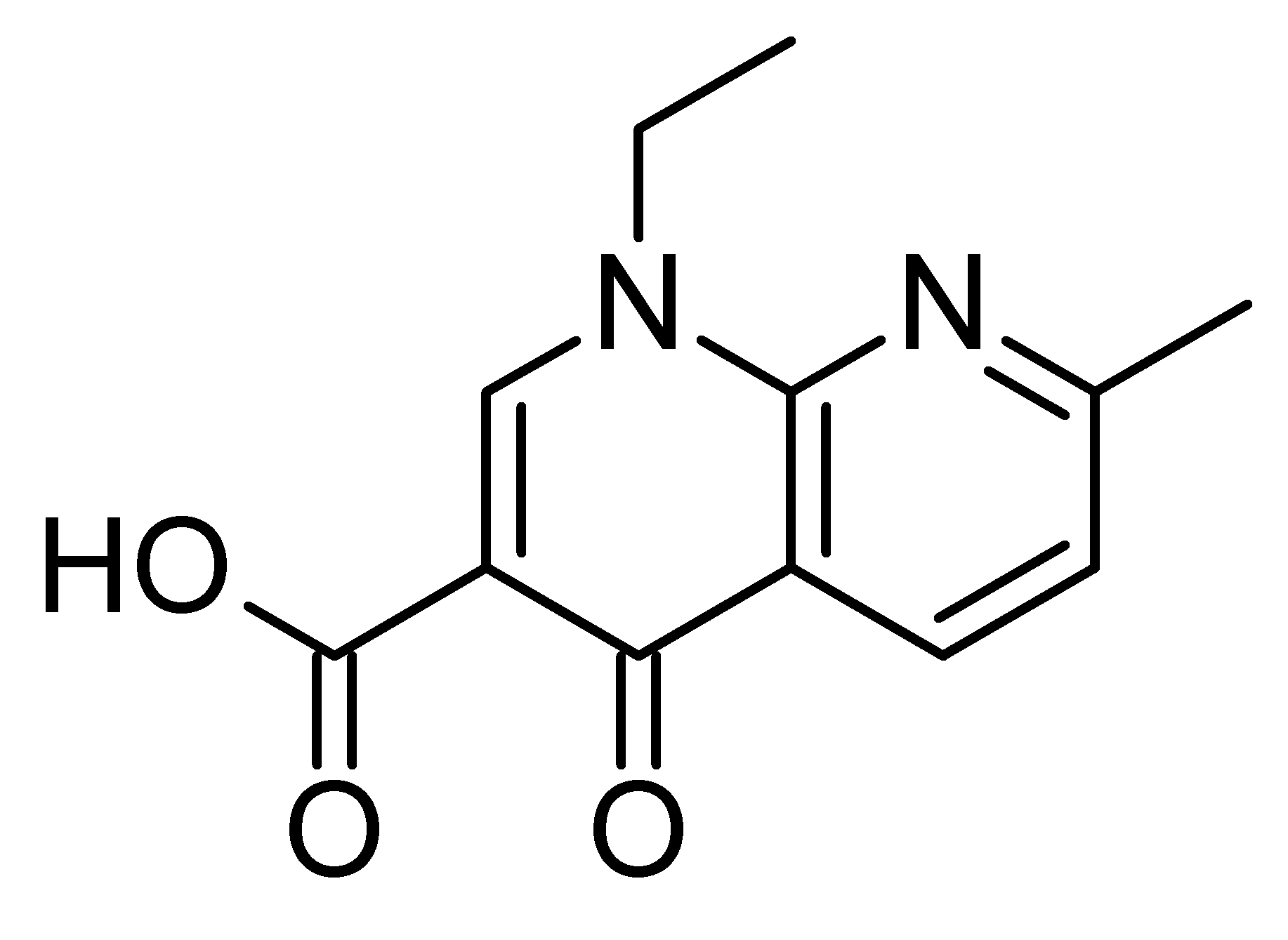
حمض الناليديكسيك

سيبروفلوكساسين

ليفوفلوكساسين

تروفافلوكساسين

الكوينولون مجموعة من المضادات الحيوية واسعة الطيف الاصطناعية ذات تأثير علاجي قوي. والكوينولون مصطلح يستخدم للعلاجات الكيميائية المستخدمة لمعالجة الجراثيم القوية.

## الآثار الجانبية
في حين أن ردود الفعل الناتجة عن الآثار الجانبية النموذجية للأدوية تتراوح بين الخفيفة والمتوسطة، تحدث أحيانًا آثار ضارة خطيرة، مثل الانتحار. مع الفلوروكينولونات، تسمى هذه التأثيرات أحيانًا مجتمعة "فلوكسينغ" (floxing).

### الانتحار
يمكن أن تزيد الفلوروكينولونات من خطر الأعراض النفسية، بما في ذلك الاكتئاب وردود الفعل الذهانية. قد يؤدي ذلك إلى أفكار انتحارية أو محاولات انتحار.  
على سبيل المثال، تظهر تقارير حديثة من كبار الأطباء الشرعيين عن حالتي انتحار مخاطر الفلوروكينولونات في الحياة اليومية. لم يكن لدى أي من الضحيتين تاريخ من الاكتئاب أو مشاكل الصحة العقلية. ومع ذلك، فقد وُصف لكلا الرجلين سيبروفلوكساسين قبل وقت قصير من انتحارهم.  
في "تقرير لمنع الوفيات المستقبلية"، الذي يقتضيه قانون المملكة المتحدة، أشار أحد الأطباء الشرعيين إلى أنه لا يوجد سبب مقنع يدعو المرضى إلى توقع خطر أن يصبحوا انتحاريين من مضاد حيوي ما لم يُلفت انتباههم إلى هذه الحقيقة والأعراض المحتملة من قبل الواصف.  
فحص تقرير صدر عام 2024 عن وكالة تنظيم الأدوية ومنتجات الرعاية الصحية في المملكة المتحدة فعالية الإجراءات الحالية لتقليل هذه المخاطر المحددة للفلوروكينولونات. وخلص إلى أنه "يجب عدم وصف الفلوروكينولونات الجهازية الآن إلا عندما تكون المضادات الحيوية الأخرى الموصى بها عادة غير مناسبة".

## التاريخ
على الرغم من أنه ليس كينولونًا رسميًا، يعتبر حمض الناليديكسيك أول دواء كوينولون. قُدم في عام 1962 لعلاج التهابات المسالك البولية لدى البشر. اكتشف جورج ليشر وزملاؤه حمض الناليديكسيك في ناتج تقطير خلال محاولة لتخليق الكلوروكين. وبالتالي يعتبر حمض الناليديكسيك سلفًا لجميع أفراد عائلة الكوينولون، بما في ذلك الجيل الثاني والثالث والرابع المعروف باسم الفلوروكينولونات. منذ تقديم حمض الناليديكسيك، صُنع أكثر من 10000 نظير، ولكن حفنة فقط شقت طريقها إلى الممارسة السريرية. وشمل الجيل الأول أيضًا أدوية كوينولون أخرى، مثل حمض البيبيميديك وحمض الأوكسولينيك والسينوكساسين، والتي قُدمت في السبعينيات. وقد ثبت أنها تحسينات هامشية فقط مقارنة بحمض الناليديكسيك.

### الأجيال
ظهور الجيل الأول من الكوينولون بدأ مع ظهور حمض الناليديكسيك في عام 1962 لعلاج التهابات المسالك البولية لدى البشر. اكتشف حمض الناليديكسيك بواسطة جورج ليشر وزملاءه من نواتج التقطير خلال محاولة لتخليق الكلوروكوين. تمنع هذه الأدوية الحمض النووي للبكتيريا من التكامل والنمو.
للكوينولونات معدلات خطر بالمقارنة مع فئات المضادات الحيوية الأخرى لتكوين المستعمرات البكتيرية مثل العنقوديات الذهبية المقاومة للمثسلين والكلوستريديوم.
غالبية الكينولون المستخدمة سريرياً تنتمي إلى مجموعة الفلوروكوينولونات الفرعية، والتي لديها ذرة فلور مرتبطة بالنظام الحلقي المركزي، وعادة في موقعها على ذرة الكاربون 6 أو 7.
تقسم الكوينولونات إلى 4 أجيال بحسب الطيف البكتيري: (الأدوية المكتوبة بخط مال قد يكون استخدامها قد توقف أو أنها غير متوفرة)
- الجيل الأول
  - سينوكساسين
  - فلوميكوين (استخدام بيطري)
  - حمض الناليديكسيك
  - حمض الأوكسولينيك
  - حمض البيروميديك
  - حمض البيبيميديك
  - روزوكساسين
- الجيل الثاني
  - سيبروفلوكساسين
  - إينوكساسين
  - فليروكساسين
  - لوميفلوكساسين
  - نورفلوكساسين
  - ناديفلوكساسين
  - أوفلوكساسين
  - بيفلوكساسين
  - روفلوكساسين
- الجيل الثالث
  - بالوفلوكساسين
  - غريبافلوكساسين
  - ليفوفلوكساسين
  - سبارفلوكساسين
  - تيمافلوكساسين
  - توسوفلوكساسين
- الجيل الرابع
  - كلينافلوكساسين
  - غاتيفلوكساسين
  - جيميفلوكساسين
  - موكسيفلوكساسين
  - سيتافلوكساسين
  - تروفافلوكساسين
  - بروليفلوكساسين
- أخرى
  - غارينوكساسين
  - ديلافلوكساسين (ضمن الأبحاث)
- استخدام بيطري
  - دانوفلوكساسين
  - ديفلوكساسين
  - إنروفلوكساسين
  - إيبافلوكساسين
  - ماربوفلوكساسين
  - أوربيفلوكساسين
  - سارافلوكساسين